# Castel Campagnano
Castel Campagnano község (comune) Olaszország Campania régiójában, Caserta megyében.

## Fekvése
A megye keleti részén fekszik, Nápolytól 40 km-re északkeletre valamint Caserta városától 15 km-re északnyugati irányban. Határai: Amorosi, Caiazzo, Dugenta, Limatola, Melizzano és Ruviano.

## Története
Első írásos említése 976-ból származik. A következő századokban nemesi birtok volt. A 19. században nyerte el önállóságát, amikor a Nápolyi Királyságban felszámolták a feudalizmust.

## Népessége
A népesség számának alakulása:

## Főbb látnivalói
- Palazzo Aldi
- Palazzo ducale
- Santa Maria ad Nives-templom